# (35263) 1996 NH3
1996 NH3 (asteroide 35263) é um asteroide da cintura principal. Possui uma excentricidade de 0.17947020 e uma inclinação de 0.82972º.
Este asteroide foi descoberto no dia 14 de julho de 1996 por Eric Walter Elst em La Silla.